# Jodie, il prescelto
Jodie, il prescelto (The Chosen One) è una serie televisiva diretta da Everado Gout per Netflix. La serie si basa sul fumetto American Jesus di Mark Millar e Peter Gross.

## Trama
La serie racconto la storia di un ragazzo di 12 anni, Jodie, che scopre di possedere delle "abilità" che assomigliano a quelle di Gesù e che sembra essere destinato a confrontarsi con l'Anticristo.

## Episodi
| nº | Titolo originale | Titolo italiano | Regia        | Sceneggiatura                                  | Pubblicazione  |
| -- | ---------------- | --------------- | ------------ | ---------------------------------------------- | -------------- |
| 1  | The Arrival      | L'arrivo        | Everado Gout | Jorge Dorantes e Everardo Gout & Leopoldo Gout | 16 Agosto 2023 |
| 2  | Miracles?        | Miracoli?       | Everado Gout | Iturri Sosa e Jorge Dorantes                   | 16 Agosto 2023 |
| 3  | The Awakening    | Il risveglio    | Everado Gout | Kevin Rodriguez e Jorge Dorantes               | 16 Agosto 2023 |
| 4  | True or False?   | Vero o falso?   | Everado Gout | Tina de la Torre e Jorge Dorantes              | 16 Agosto 2023 |
| 5  | Faith            | Fede            | Everado Gout | Jorge Dorantes e Kevin Rodriguez               | 16 Agosto 2023 |
| 6  | Revelation       | Rivelazione     | Everado Gout | Jorge Dorantes e Everardo Gout & Leopoldo Gout | 16 Agosto 2023 |

## Cast
- Bobby Luhnow è Jodie Christianson (dop. ita: Emanuele Suarez)
- Dianna Agron è Sarah Christianson (dop. ita: Margherita de Risi)
- Lilith Curiel è Magda Lozano (dop. ita: Margherita Rebeggiani)
- Juan Fernando González Anguamea è Tuka (dop. ita: Gabriele Piancatelli)
- Jorge Javier Arballo Osornio è Hipólito (dop. ita: Valeriano Corini)
- Alberto Pérez-Jácome Kenna è Wagner (dop. ita: Alberto Vannini)
- Patricio Serna Meza è Ángelo Ramírez (dop. ita: Lorenzo del Romano)
- Carlos Bardem è padre Cruz (dop. ita: Pasquale Anselmo)
- Alfonso Dosal è padre O'Higgins (dop. ita: Riccardo Scarafoni)
- Sofía Sisniega è Elena (dop. ita: Loretta di Pisa)
- Eileen Yáñez è Dolores
- Tenoch Huerta è Lemuel (dop. ita: Andrea Mete)

## Produzione
Nel Luglio del 2018 è stato annunciato che un adattamento televisivo multilingue del fumetto originale sarebbe stato realizzato per Netflix con Everardo e Leopoldo Gout come showrunner e produttori esecutivi, con Everardo anche nel ruolo di regista.
Le riprese principali dovevano iniziare nella primavera del 2020, ma furono posticipate a causa della pandemia di COVID-19. Le riprese ricominciarono il 25 Aprile 2022 a Baja California in Messico. Il 16 Giugno 2022 un incidente a van accidente con un furgone uccide due membri del cast e ne ferì altri sei, spingendo la società Redrum a sospendere temporaneamente la produzione. Uno degli scrittori della serie, Rick Zazueta, rivelò che prima dell'incidente c'erano state alcune lamentele in merito a "problemi logistici e di trasporto".

## Promozione
Un primo sguardo alla serie avvenne durante l'evento Netflix Tudum 2022 dove è stato presentato il cast. A Marzo 2023 Netflix annunciò ufficialmente la serie rilasciando una nuova locandina. A Giugno dello stesso anno, durante il Netflix Tudum, venne mostrato il primo teaser trailer. La serie è stata infine rilasciata in tutto il mondo il 16 Agosto successivo.
Il giorno della pubblicazione Mark Millar invitò su Twitter gli spettatori di non diffondere in rete ciò che accade negli ultimi due episodi per non rovinare lo spettacolo a chi non lo avesse ancora visto